# Маамуль
Маамуль (араб. معمول‎), также пишется m’aamoul, m’amul, m’aamul — арабское печенье с начинкой из фиников, орехов, таких как фисташки или грецкие, а иногда из миндаля или инжира .
Маамуль обычно готовят за несколько дней до Рождества, Пасхи или Ураза-байрам, подают с кофе по-арабски и шоколадом гостям, которые приходят во время праздника. Печенье популярно во всем арабском мире, особенно на Аравийском полуострове.

## Приготовление
В разных рецептах для приготовления теста используется манная крупа, пшеничная мука, молоко, миндальное молоко, сливочное масло, растительное масло, пекарский порошок или дрожжи, апельсиновая или розовая вода.
Печенье может быть в форме шариков, куполообразное или приплюснутое. Его можно декорировать вручную или изготовить в специальных деревянных формах. Маамуль с начинкой из фиников часто называют menena(s), и иногда их делают в виде рулетов из фиников, а не шариков или печенья.

## Этимология
Арабское слово ma’amoul (араб. معمول‎) происходит от арабского глагола amala, означающего «делать».

## Популярность
Многие домашние хозяйства хранят их про запас круглый год, но в основном они употребляются во время религиозных праздников.
- Мусульмане едят их в ночь во время Рамадана, Ураза-байрама и Курбан-байрама.
- Арабские христиане и греки едят их в дни перед Великим постом, в пасхальное воскресенье и на праздник Богоявления. В христианских традициях Средиземноморья печенье помечено крестом или имеет форму кольца, что символизирует корону Иисуса.
- Они также популярны среди сирийских, ливанских и египетских еврейских общин, где маамул с ореховой начинкой едят в Пурим, а маамул с финиковой начинкой едят в Рош ха-Шана и Хануку. Еврейская мизрахим-версия маамуль отличается от левантийской или турецких версий, использованием чистой белой муки и без манной крупы, сегодня эта вариация употребляется в сирийских и египетских еврейских общинах в диаспоре.

### Карабидж
Более сложная версия, известная как Karabij (тур. Kerebiç), употребляется в особых случаях. Для этого шарики маамуль с ореховой начинкой выкладываются в пирамиду и подаются с белым кремом под названием Naatiffe, приготовленным из яичных белков, сахарного сиропа и мыльнянки (Saponaria officinalis). Оно популярно в Сирии, Ливане и других странах Леванта.